# Hyundai ix35
Le ix35 est un SUV du constructeur automobile coréen Hyundai produit d'avril 2010 à 2015. Il succède au Hyundai Tucson mais lui est la seconde génération du 4x4 qu'il remplaçait.

## Présentation

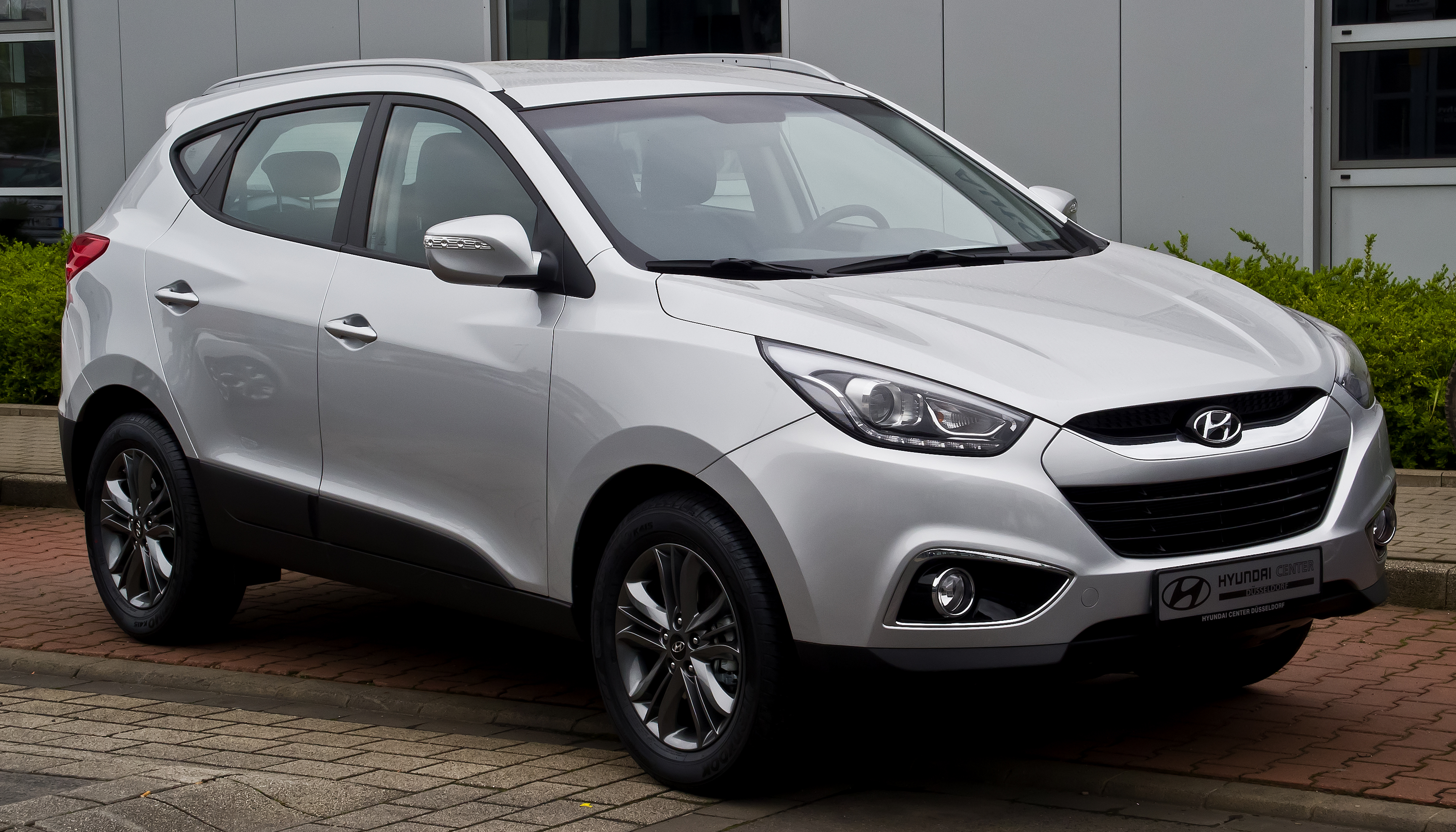
Hyundai ix35 Phase II.

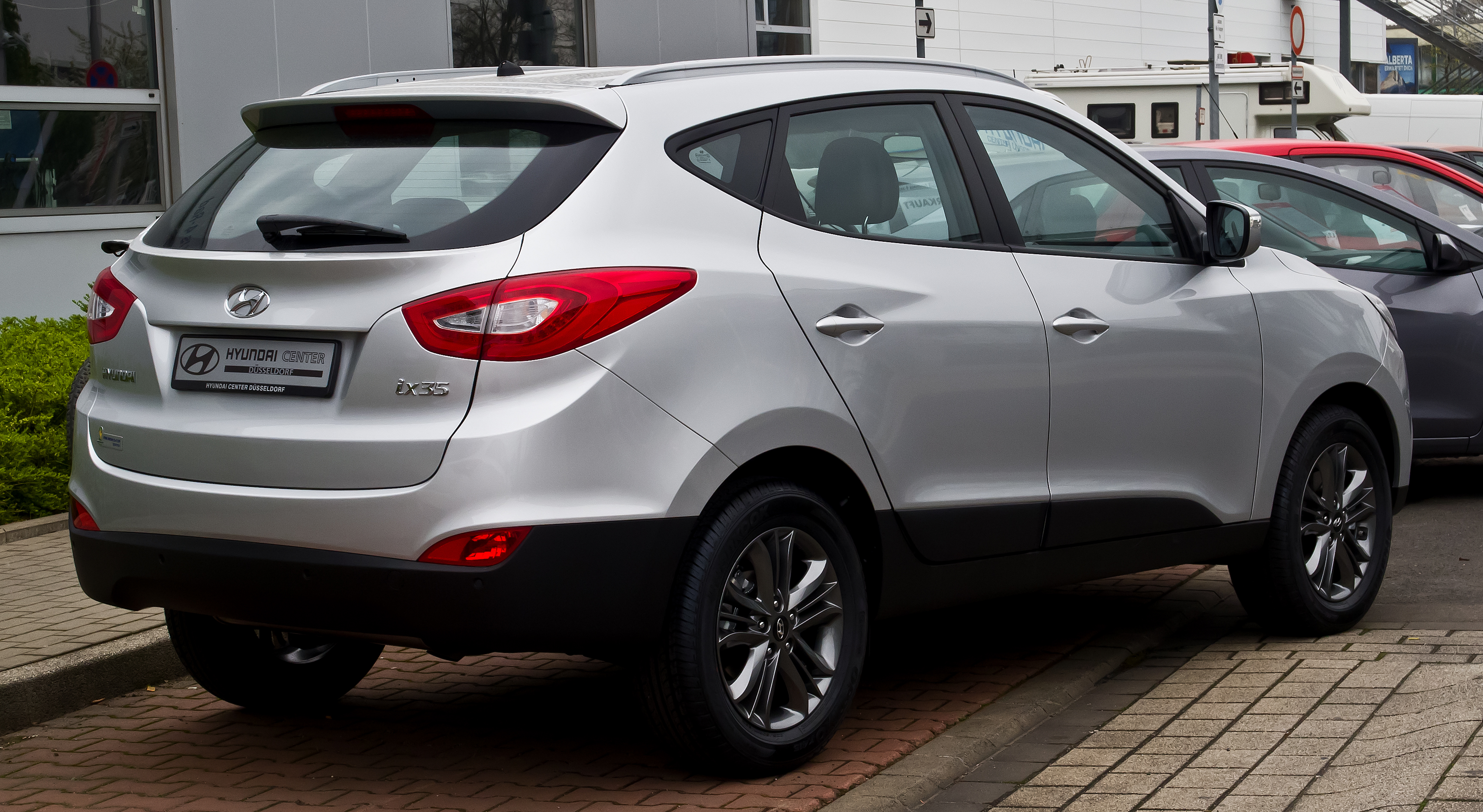
Hyundai ix35 Phase II.

En 2014, l'ix35 a été restylé. Seuls les observateurs les plus attentifs remarqueront des feux de jour à diodes, des barrettes de chrome sur la calandre et autour des antibrouillard avant, ainsi que des feux inédits, qui intègrent sa nouvelle tenue. Les motorisations sont inchangées (1.6 GDI de 135 ch, 1.7 CRDi de 115 ch et 2.0 CRDi de 136 ch ou 184 ch), mais le diesel de 136 ch, associé aux deux-roues motrices, réintègre le tarif. Si le malus ne change pas (500 euros dans les deux cas), la facture d'achat s'allège de 1 700 euros par rapport à la variante disposant de quatre roues motrices. L'ix35 propose six niveaux de finition (Evidence, Inventive, Sensation, Business, Premium, et Premium Limited), plutôt qu'une liste d'options à rallonge. Lesquelles se limitent à deux : la peinture métallisée (560 euros) sur toute la gamme et le Flex Auto Park (direction à assistance paramétrable plus stationnement automatique, 900 euros) sur le Premium Limited[non neutre]. Lancement d'une version Fuel Cell carburant à l'Hydrogène dans 11 pays européens.
En 2015, il est remplacé par le Tucson III en Europe.

### Motorisations
Deux nouveaux blocs viennent de prendre place sous le capot de ce SUV compact : le 1.6 GDi de 135 ch, à injection directe d'essence, et l'inédit 1.7 CRDi de 115 ch. Étrangement, seul le premier moteur a droit à l'accastillage BlueDrive ("stop & start"...), mais c'est bien le second qui devrait remporter le plus de succès chez nous. D'autant que, uniquement disponible en traction, il échappe à tout malus[non neutre].